# زیرآبروک گلوسفید

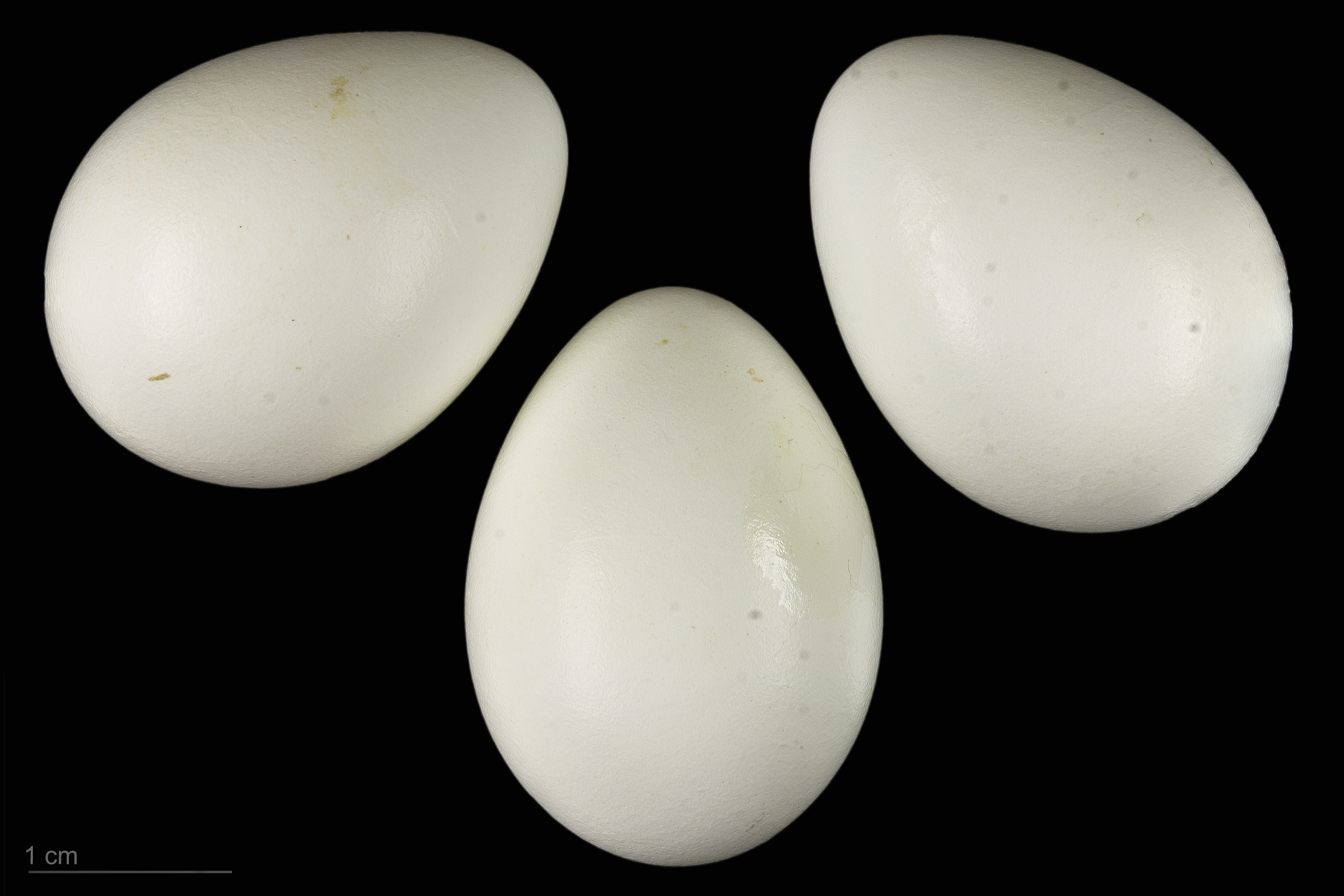
Cinclus cinclus

زیرآبروک گلوسفید (نام علمی: Cinclus cinclus) نام یک گونه از سرده زیرآبروک‌ها است.
این پرنده نماد ملی نروژ به شمار می‌رود.